# Hayti Heights
Hayti Heights es una ciudad ubicada en el condado de Pemiscot en el estado estadounidense de Misuri. En el Censo de 2010 tenía una población de 626 habitantes y una densidad poblacional de 246,38 personas por km².

## Geografía
Hayti Heights se encuentra ubicada en las coordenadas 36°13′52″N 89°46′6″O / 36.23111, -89.76833. Según la Oficina del Censo de los Estados Unidos, Hayti Heights tiene una superficie total de 2.54 km², de la cual 2.54 km² corresponden a tierra firme y (0%) 0 km² es agua.

## Demografía
Según el censo de 2010, había 626 personas residiendo en Hayti Heights. La densidad de población era de 246,38 hab./km². De los 626 habitantes, Hayti Heights estaba compuesto por el 1.12% blancos, el 98.4% eran afroamericanos, el 0.16% eran amerindios, el 0% eran asiáticos, el 0% eran isleños del Pacífico, el 0% eran de otras razas y el 0.32% pertenecían a dos o más razas. Del total de la población el 0.32% eran hispanos o latinos de cualquier raza.